# Vreng
VREng, pour Virtual Reality Engine, est un moteur open source sous licence GPL de réalité virtuelle 3D, multi-utilisateurs sur Internet en temps réel. C'est aussi un navigateur web en 3D, dénommé aussi Web3D, qui permet de visiter des mondes virtuels créés par les utilisateurs dans un format de description XML.
Le paradigme de VREng est de substituer les pages plates 2D du web classique par des espaces environnementaux 3D persistants dans le temps, décors du réel, objets manipulables, objets multimédia... Il utilise pour cela une base de données MySQL.
L'utilisateur, qui est représenté par un avatar, peut se téléporter vers d'autres mondes en utilisant des portails (liens) et interagir avec les objets présents de la scène ou avec d'autres avatars, s'ils ont rejoint la scène (technologie IP Multicast). Les communications entre avatars qui se voient dans la scène peuvent prendre différentes formes : messages instantanés, bulles textuelles, audio, vidéo, dessin partagé...
Il est écrit en C++ et utilise la bibliothèque graphique 3D OpenGL ; il est dépendant du système de multifenêtrage X11, le limitant ainsi aux systèmes d'exploitation de type Unix (Linux, MacOSX, FreeBSD, Solaris...).